# Louise Weiss
Louise Weiss (Arras, 25 gennaio 1893 – Parigi, 26 maggio 1983) è stata una giornalista, politica e scrittrice francese, nota per il suo attivismo a favore del diritto di voto alle donne. Nel 1979 diventa la decana del Parlamento europeo.

## Biografia

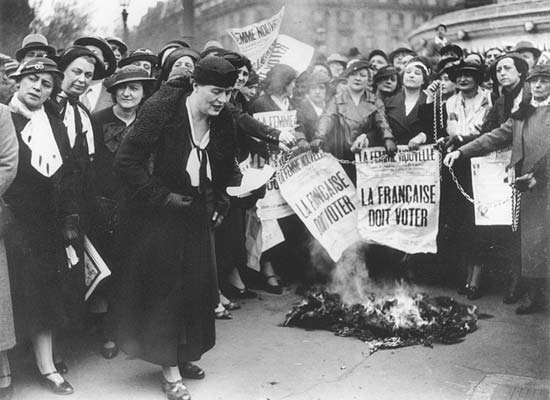
Louise Weiss insieme a altre suffragette durante la manifestazione del 12 maggio 1935 a Parigi.

Louise nasce a Arras (Francia del nord), primogenita di sei figli. Suo padre è Paul Louis Weiss, ingegnere minerario e sua madre è Jeanne Félicie Javal, primogenita di Émile Javal, considerato il padre dell'ortottica. Dopo aver studiato al lycée Molière di Parigi, s'iscrive all'università, con il solo appoggio materno, e nel 1914 ottiene la laurea in letteratura dall'Università di Oxford.
Allo scoppio della prima guerra mondiale rientra in Francia e collabora all'allestimento in Bretagna di un ospedale militare. Disgustata dagli orrori della guerra e impossibilitata ad agire politicamente, visto che le donne francesi non hanno ancora il diritto di voto, usa la penna per promuovere le sue battaglie. Nel 1918, insieme a Hyacinthe Philouze fonda il settimanale L'Europe nouvelle. La rivista, a cui collaboreranno numerose personalità che avranno notevole influenza sulla politica francese del XX secolo, come Marcel Cachin, Georges Bonnet, Aristide Briand, Édouard Herriot, Léon Blum, Saint-John Perse, Paul Valéry e Élie Faure, chiuderà la sua attività nel 1940. Weiss lascia la gestione della rivista nel 1934. I suoi forti ideali pacifisti, e con essi il suo sostegno alla Società delle Nazioni, si erano indeboliti con l'ascesa al potere di Adolf Hitler in Germania.

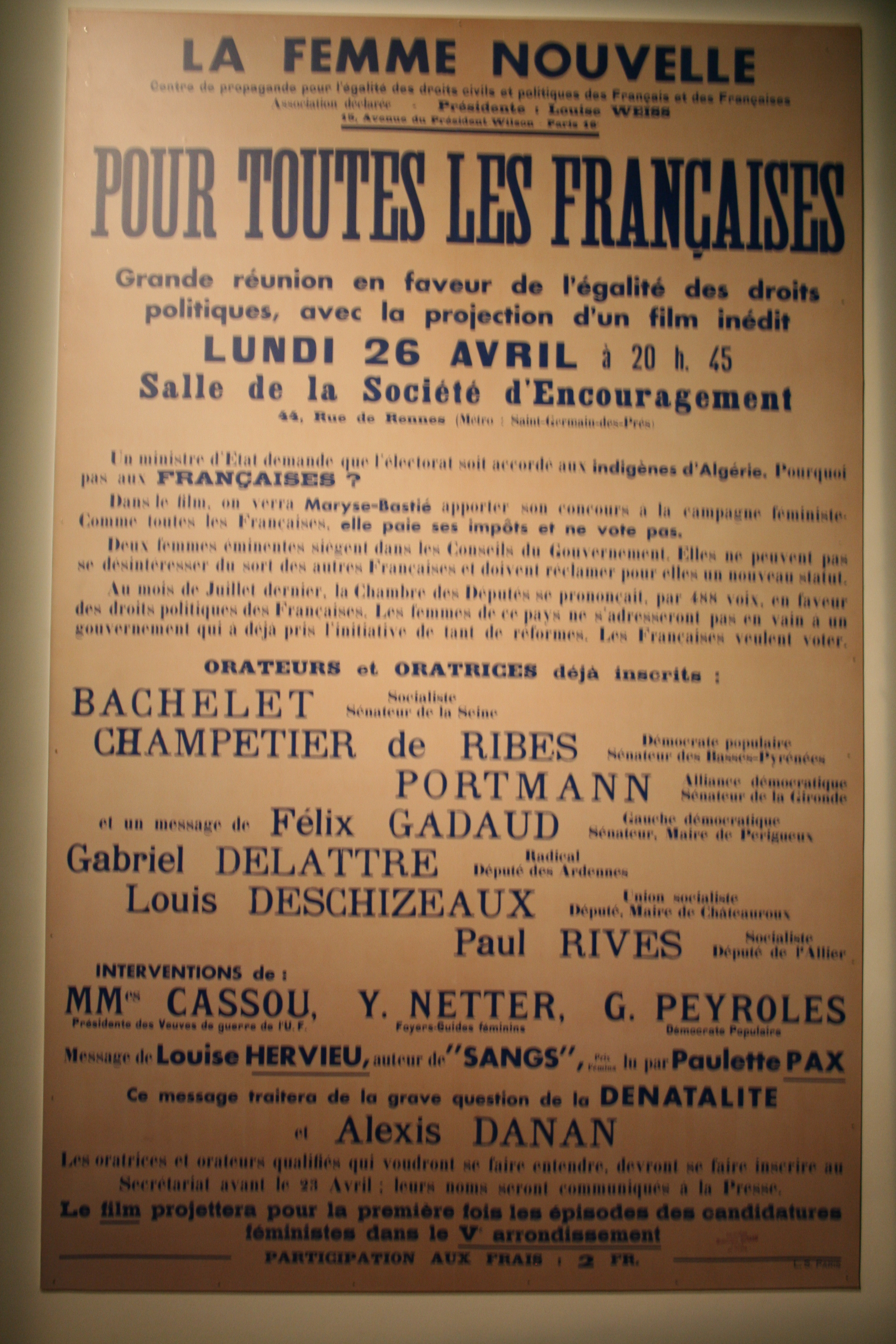
Manifesto de La Femme nouvelle conservato al museo di Saverne.

Nel 1934, pienamente conscia della necessità di avere un vero ruolo politico, fonda l'associazione La femme nuovelle con l'obiettivo di far ottenere il diritto di voto alle donne francesi. L'anno successivo s'iscrive simbolicamente alle elezioni comunali per Montmartre e come provocazione trasforma delle scatole per cappelli in urne, raccogliendo sorprendentemente circa 18.000 voti. Nel 1936 si ripresenta, sempre in modo simbolico alle elezioni legislative per il V arrondissement di Parigi.
Con lo scoppio della seconda guerra mondiale e la sconfitta dell'esercito francese, si reca dapprima a Bordeaux e poi a Vichy, sottostimando l'importanza dell'Appello del 18 giugno del generale Charles de Gaulle e rifiutando la proposta di Jean Monnet di seguirlo in esilio. Lascerà comunque la Francia poco tempo dopo per gli Stati Uniti, con l'obiettivo di raccogliere aiuti e sostegno.
Alla fine del conflitto, assiste come giornalista al Processo di Norimberga. Intraprende poi numerosi viaggi nel mondo e si dedica allo studio della Polemologia realizzando anche alcuni documentari. Continua a scrivere numerosi articoli, in cui promuove il ruolo di paladino dei diritti democratici che dovrebbe ricoprire l'Europa. Scrive anche testi biografici come "Ce que femme veut", un romanzo in tre volumi "La Marseillaise" pubblicato in modo scaglionato dal 1945 al 1947. Altri due romanzi seguiranno "Sabine Legrand" (1951) e "Dernières voluptés" (1979), oltre a cinque opere teatrali.
Nel 1971 fonda a Strasburgo l'Institut des sciences de la paix. Sempre nello stesso anno crea anche la Fondazione Louise Weiss con lo scopo di promuovere gli ideali europeisti e pacifisti attraverso l'attribuzione di un premio. Fra i premiati spiccano Vaclav Havel, Helmut Schmidt e Simone Veil. Nel 1979, in occasione della prima elezione europea a suffragio universale, è eletta come deputato europeo all'età di 86 anni. Il 17 luglio 1979, in qualità di decana del Parlamento europeo pronuncia un discorso divenuto famoso, al fine del quale cede la parola alla prima presidente eletta a suffragio universale Simone Veil. Per il loro ruolo di pioniere sono considerate come le madri dell'Europa.
Louise Weiss muore il 26 maggio 1983 e viene sepolta nel cimitero di Magny-les-Hameaux.

## Riconoscimenti
- Nel 1993 La Poste le dedica un fracobollo.
- Nel 1998 il Parlamento europeo attribuisce il suo nome all'edificio principale di Strasburgo.[10]
- In Francia numerose, strade, scuole e licei portano il suo nome.
- Nel 2005 nasce il Premio Louise Weiss per il giornalismo europeo.[11]
- Nel 2011 nasce il Premio Louise Weiss di letteratura.[12]